# Шаровце
Шаровце (слч. Šarovce) насељено је мјесто са административним статусом сеоске општине (слч. obec) у округу Љевице, у Њитранском крају, Словачка Република.

## Становништво
| Година:    | 1994. | 2004.   | 2014.   | 2024.   |
| ---------- | ----- | ------- | ------- | ------- |
| Број људи: | 1661  | 1662    | 1638    | 1619    |
| Разлика:   |       | +0,06 % | -1,44 % | -1,15 % |

| Година:    | 2023. | 2024.   |
| ---------- | ----- | ------- |
| Број људи: | 1609  | 1619    |
| Разлика:   |       | +0,62 % |

Према подацима о броју становника из 2011. године насеље је имало 1.658 становника.